# Villiers-sous-Mortagne
Villiers-sous-Mortagne – miejscowość i gmina we Francji, w regionie Normandia, w departamencie Orne.
Według danych na rok 1990 gminę zamieszkiwało 309 osób, a gęstość zaludnienia wynosiła 24 osoby/km² (wśród 1815 gmin Dolnej Normandii Villiers-sous-Mortagne plasuje się na 587. miejscu pod względem liczby ludności, natomiast pod względem powierzchni na miejscu 331.).